# نوریاب
نوریآب، روستایی از توابع بخش مرکزی شهرستان پاوه در استان کرمانشاه ایران است.

## جمعیت
این روستا در دهستان هولی قرار دارد و براساس سرشماری مرکز آمار ایران در سال ۱۳۸۵، جمعیت آن ۹۶۶ نفر (۲۵۵خانوار) بوده‌است.